# Вольфганг Кауфманн
Вольфганг Кауфманн (нім. Wolfgang Kaufmann; 23 червня 1912, Вюрцбург — 27 березня 1963, Бремен) — німецький офіцер-підводник, капітан-лейтенант крігсмаріне.

## Біографія
1 квітня 1933 року вступив в рейхсмаріне. Пройшов дуже тривалу підготовку. З 4 травня по 2 червня 1940 року — вахтовий офіцер підводного човна U-7. З 11 червня 1940 року — командир U-9, з 21 червня по 8 листопада 1940 року — U-19, з 13 березня 1941 року — U-79, на якому здійснив 6 походів (разом 102 дні в морі). 23 грудня 1941 року човен Кауфманна був потоплений в Середземному морі, північніше Соллуму (32°15′ пн. ш. 25°19′ сх. д.) глибинними бомбами британських есмінців «Гейсті» та «Готспар». Всі 44 члени екіпажу були врятовані і взяті в полон. 20 червня 1947 року звільнений.
Всього за час бойових дій потопив 3 кораблі загальною водотоннажністю 3608 тонн і пошкодив 1 корабель водотоннажністю 10 356 тонн.
| Дата           | Назва корабля                           | Тип               | Тоннаж | Вантаж          | Екіпаж | Загинули | Країна             | Конвой |
| -------------- | --------------------------------------- | ----------------- | ------ | --------------- | ------ | -------- | ------------------ | ------ |
| 11 червня 1941 | Havtor                                  | Торговий пароплав | 1,524  | Баласт          | 20     | 6        | Норвегія           |        |
| 27 червня 1941 | Tibia (пошкоджений)                     | Тепловий танкер   | 10,356 | Баласт          | 61     | 0        | Нідерланди         | HX-133 |
| 27 липня 1941  | Kellwyn                                 | Торговий пароплав | 1,459  | 1100 тонн коксу | 23     | 14       | Британська імперія | OG-69  |
| 21 жовтня 1941 | HMS Gnat (T60) (безповоротно втрачений) | Канонерка         | 625    |                 | ?      | 0        | Британська імперія |        |

## Звання
- Кандидат в офіцери (1 квітня 1933)
- Морський кадет (23 вересня 1933)
- Фенріх-цур-зее (1 липня 1934)
- Оберфенріх-цур-зее (1 квітня 1936)
- Лейтенант-цур-зее (1 жовтня 1936)
- Оберлейтенант-цур-зее (1 червня 1938)
- Капітан-лейтенант (1 листопада 1940)

## Нагороди
- Медаль «За вислугу років у Вермахті» 4-го класу (4 роки; 31 березня 1937)
- Медаль «У пам'ять 22 березня 1939 року» (26 жовтня 1939)
- Медаль «У пам'ять 1 жовтня 1938» (20 грудня 1939)
- Нагрудний знак підводника (16 травня 1940)
- Залізний хрест
  - 2-го класу (16 травня 1940)
  - 1-го класу (17 серпня 1941)